# Buniwah (Sirampog)
Buniwah is een bestuurslaag in het regentschap Brebes van de provincie Midden-Java, Indonesië. Buniwah telt 3533 inwoners (volkstelling 2010).